# ليتزيا كيمبا
ليتزيا كيمبا (بالإيطالية: Letizia Ciampa)‏ هي ممثلة إيطالية، ولدت في 20 أغسطس 1986 بروما في إيطاليا.

## أعمال

### مسلسلات
- نادي وينكس

## وصلات خارجية
- ليتزيا كيمبا على موقع IMDb (الإنجليزية)
- ليتزيا كيمبا على موقع ألو سيني (الفرنسية)
- ليتزيا كيمبا على موقع قاعدة بيانات الفيلم (الإنجليزية)
- ليتزيا كيمبا على موقع كينوبويسك (الروسية)